# 南屏镇 (珠海市)
南屏镇是中国广东省珠海市香洲区下辖的镇，位于珠海市香洲区西南部；四面環水（東、南是海，與澳門半島、橫琴島相望；西、北是西江支流），是原內十字門西北面的島嶼。南屏镇辖区面积60.7平方公里，下辖9个社区，常住人口2万人，外来人口7.3万多人。
南屏島上有多個水庫，當中的竹仙洞水庫是澳門主要的飲用水來源。

## 行政区划
南屏镇下辖以下村级行政区划单位
濂泉社区、南屏社区、北山社区、十二村社区、广生社区、广昌社区、洪湾社区、红东社区、东桥社区和华发社区。

## 名人
- 容闳：中国近代史上首位留学美国的学生，中国近代早期改良主义者。
- 陈景华：清末民初政治人物
- 容柏生：建筑工程师，中国工程院院士。
- 容鳳書：香港慈善家。